# Diaspidiotus baiati
Diaspidiotus baiati är en insektsart som först beskrevs av Kaussari 1958.  Diaspidiotus baiati ingår i släktet Diaspidiotus och familjen pansarsköldlöss.
Artens utbredningsområde är Iran. Inga underarter finns listade i Catalogue of Life.